# Cololejeunea mouensis
Cololejeunea mouensis là một loài Rêu trong họ Lejeuneaceae. Loài này được (Tixier) H.A. Mill. mô tả khoa học đầu tiên năm 1981.